# イースター・ロード
イースター・ロード（英語: Easter Road）は、スコットランド・エディンバラにあるサッカー専用スタジアム。1893年に開場し、ハイバーニアンFCがホームスタジアムとして使用している。

## 概要
このスタジアムはハイバーニアンFCがスコットランドのプロリーグ協会に加盟した1893年に落成した。以来100年以上もの間改修を施しながら同クラブのホームスタジアムとして数多くの試合が開催されてきたが、2000年代に入ってからは老朽化に伴うスタジアムの大規模な改修が必須となっており、2010年3月には東側のスタンドを取り壊して一新する工事が行われた。新スタンド完成後は収容人数が20,421人まで増加している。

## 開催された主な試合
- 国際Aマッチ

| 日付           | ホームチーム   | 結果 | アウェーチーム | ラウンド |
| -------------- | -------------- | ---- | -------------- | -------- |
| 2004年11月11日 | スコットランド | 1-4  | スウェーデン   | 親善試合 |
| 2006年6月4日   | 韓国           | 1-3  | ガーナ         | 親善試合 |
| 2017年3月22日  | スコットランド | 1-1  | カナダ         | 親善試合 |

## ギャラリー

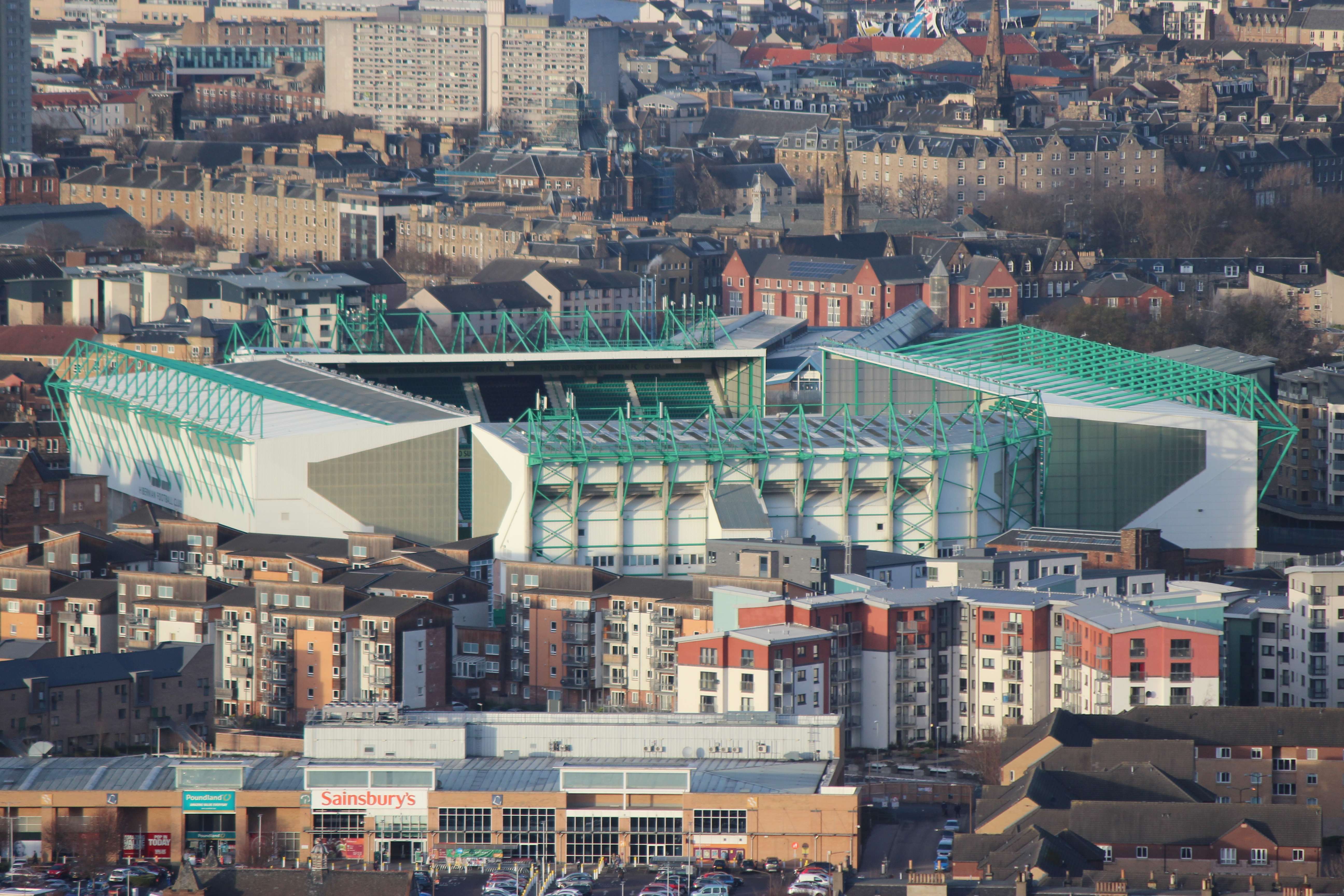
スタジアムの空撮 (2016年)
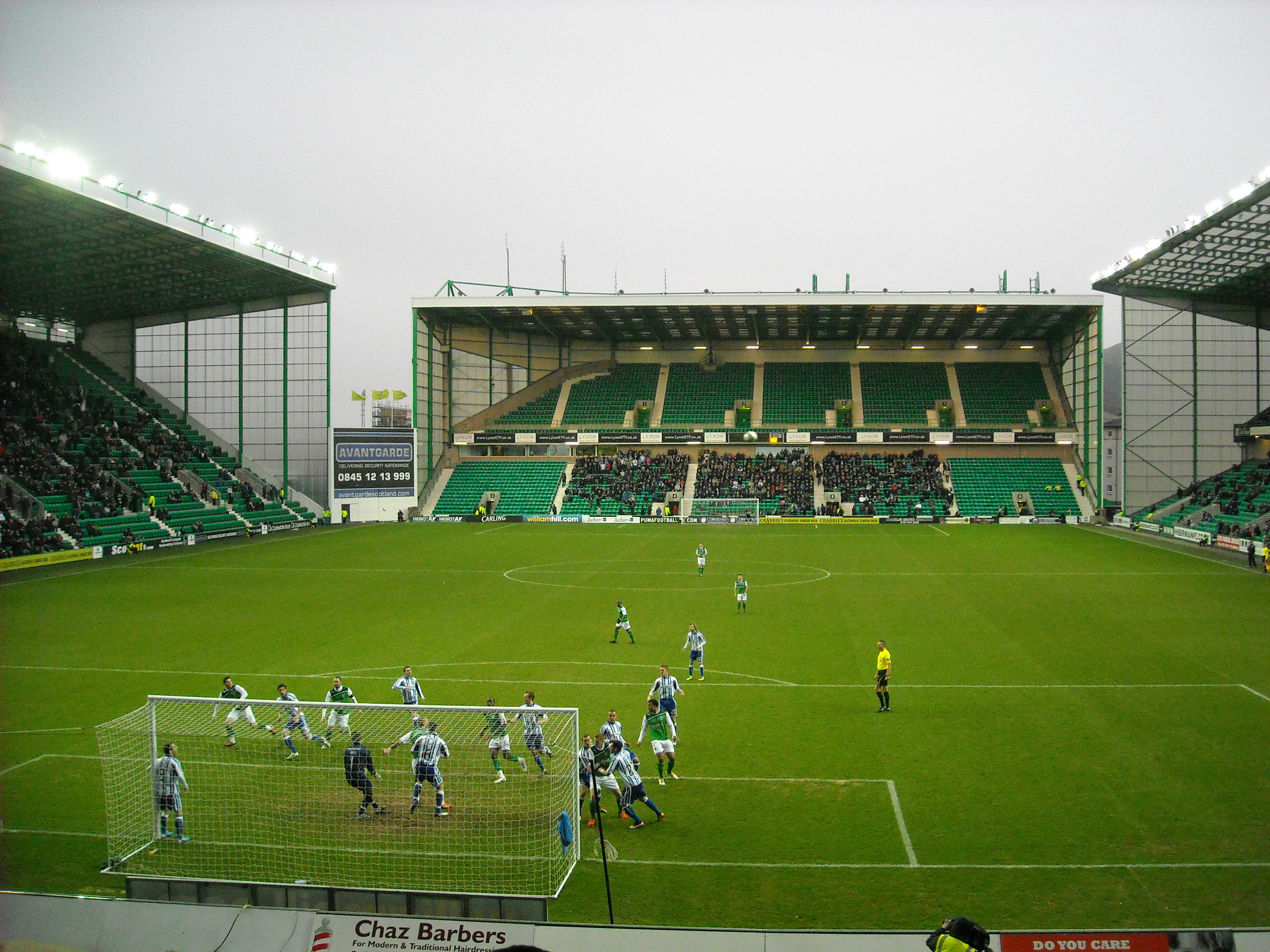
2012年の内観
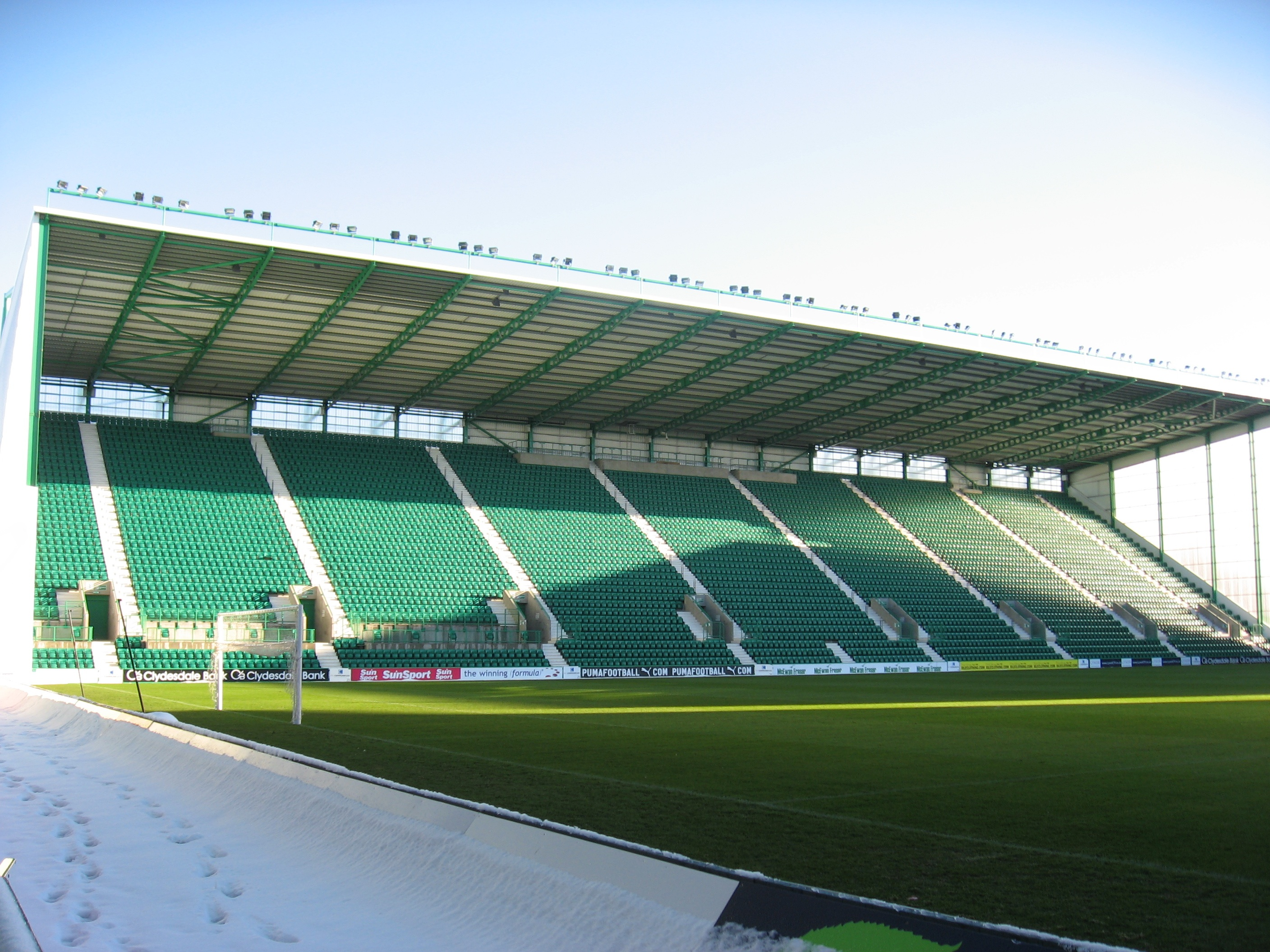
建て替え後の東スタンド